# 교세라 우르바노 L02
교세라 우르바노 L02는 교세라가 출시한 스마트폰이다.